# أرجمون شبه ألبي
أرجمون شبه ألبي (الاسم العلمي:Argemone subalpina) هو نوع من النباتات يتبع جنس الأرجمون من الفصيلة الخشخاشية.